# Gardaland
Gardaland est un parc à thèmes italien, situé à Castelnuovo del Garda en Vénétie. Il est adjacent au lac de Garde, duquel il tire son nom.

## Présentation
Propriété du groupe Merlin Entertainments, ce parc possède un choix d'attractions très varié (montagnes russes, attractions aquatiques, parcours scénique, etc.)
Gardaland est composé de 34 attractions, six théâtres et aires de spectacles, 19 boutiques, seize bars et restaurants ainsi que six kiosques.
Il peut accueillir environ 30 000 visiteurs simultanément. Actuellement[Quand ?], Gardaland est visité chaque année par environ trois millions de personnes. En 2008, le parc a accueilli 3,6 millions de visiteurs.
Il est composé de neuf zones à thème quelque peu anarchiques. Certaines attractions n'appartiennent à aucune.
- Village Rio Bravo (1975) : Village western avec saloon et église.
- Aire Mountain (1984) : Aire faisant référence aux parcs américains tels le parc national de Sequoia et de Rocky Mountain avec Colorado Boat, Sequoia Magic Loop et Magic Mountain.
- Zone Luna Park (1984) : Située à l'extrémité du parc, cette zone contient quelques manèges sans décor.
- Zone Orientale (1986) : Reproduction d'un souk avec Ramses: il Risveglio.
- Village Anglais Tudor (1992) : Port et village anglais de 1700 où est amarré un bateau pirate espagnol.
- Aire Médiévale (1996) : Reproduction d'une arène médiévale et de deux châteaux.
- Zone Spatiale (1998) : Base spatiale et soucoupe volante avec Space Vertigo et Flying Island.
- Vestiges mythiques (1999) : Aire faisant référence à deux grandes cultures: le Bouddhisme au Cambodge et l'Atlantide avec Jungle Rapids et Fuga da Atlantide.
- Fantasy Kingdom (2001) : Zone destinée aux enfants avec surtout la Magic House.

## Histoire
Fondé en 1975, Gardaland devint rapidement l'un des parcs à thèmes italiens les plus célèbres. Son fondateur, Livio Furini était un entrepreneur local qui fut fasciné par Disneyland au cours d'un voyage aux États-Unis.
Le parc a ouvert 19 juillet 1975, après près de cinq mois de travaux, couvrant une superficie de 90 000 mètres2. Pendant la première année, quelque 100 000 visiteurs ont visité Gardaland.
Aujourd'hui, le parc s'étend sur une superficie plus de cinq fois supérieure à celle de ses débuts. Des attractions avec lesquelles le parc débute en 1975, il n'en reste qu'une: le Transagardaland Express, toutes les autres ont disparu ou ont été remplacées.
En 2004, Gardaland est le premier parc à thème italien à se doter de son propre hôtel, le Gardaland Hotel et introduit de ce fait en Italie le concept touristique de resort.
En 2006, Gardaland est racheté par Merlin Entertainments, un des plus importants groupes mondiaux de parcs d'attractions. Le parc aquatique Aquatica Milan fut également acheté par Merlin Entertainments et a ouvert sous le nom de Gardaland Waterpark depuis la saison 2007. Le 1er juin 2008, le parc ouvre Gardaland Sea Life, une franchise à succès de Merlin Entertainments.

## Principales attractions

### Montagnes russes
| Nom                       | Type                            | Constructeur         | Année                                   | Photo |
| ------------------------- | ------------------------------- | -------------------- | --------------------------------------- | ----- |
| Blue Tornado              | Montagnes russes inversées      | Vekoma               | 1998                                    |       |
| Shaman                    | Montagnes russes assises        | Vekoma               | 1985-2016 (Magic Mountain) / 2017       |       |
| Mammut                    | Train de la mine                | Vekoma               | 2008                                    |       |
| Dragon Rush               | Wild Mouse                      | Fabbri Group         | 2016-2024 (Kung Fu Panda Master) - 2025 |       |
| Oblivion : The Black Hole | Machine plongeante              | Bolliger & Mabillard | 2015                                    |       |
| Ortobruco Tour            | Montagnes russes assises junior | Pinfari              | 1993                                    |       |
| Raptor                    | Montagnes russes Wing Rider     | Bolliger & Mabillard | 2011                                    |       |
| Sequoia Magic Loop        | Montagnes russes assises        | S&S Worldwide        | 2005 - 2019                             |       |

### Attractions aquatiques
| Nom               | Type                     | Constructeur | Année | Photo |
| ----------------- | ------------------------ | ------------ | ----- | ----- |
| Colorado Boat     | Bûches                   | Mack Rides   | 1984  |       |
| Fuga da Atlantide | Shoot the Chute          | Intamin      | 2003  |       |
| Jungle Rapids     | Rivière rapide en bouées | Intamin      | 1998  |       |

### Parcours scéniques
| Nom                    | Type               | Année                                                               | Infos | Photo |
| ---------------------- | ------------------ | ------------------------------------------------------------------- | --- | ----- |
| Albero di Prezzemolo   | Parcours scénique  | 2001                                                                | Walkthrough du constructeur MPS s.r.l. dans l'arbre - maison haute de 25 mètres de Prezzemolo, la mascotte du parc.                                                                                                   |       |
| Animal Treasure Island | Croisière scénique | 1992-2024 (I Corsari) / 2025                                        | Immersion dans le monde des pirates du constructeur Intamin |       |
| Inferis                | Maison hantée      | 2010-2011                                                           | Inferis se visite en walkthrough. Des acteurs déguisés y effraient les promeneurs. |       |
| Jumanji: The Adventure | Parcours scénique  | 1988-2008(La valle dei Re) / 2009-2021(Ramses: il Risveglio) / 2022 | La façade de l'attraction est une reproduction retravaillée du temple d'Abu Simbel (échelle ½). De 1988 à 2008, l'attraction n'était pas interactive et s'appelait La Valle dei Re du constructeur Eagle Enterprises. |       |
| Tunga                  | Croisière scénique | 1975 - 2009                                                         | Initialement Safari Africano, parcours de canoë dans une reproduction de jungle africaine. |       |

### Autres Attractions
| Nom                          | Type                                    | Constructeur        | Année                                                                | Photo |
| ---------------------------- | --------------------------------------- | ------------------- | -------------------------------------------------------------------- | ----- |
| Canyon Creek                 | Yukon gold river                        |                     | 2009                                                                 |       |
| Castello di Mago Merlino     | Salle de spectacles avec animatroniques |                     | 1997                                                                 |       |
| Gardaland Theatre            | Théâtre                                 |                     | 2006                                                                 |       |
| Flying Island                | Flying Island                           | Intamin             | 2000                                                                 |       |
| Giostra Cavalli              | Carrousel à étage                       | Huss Rides          | 1988                                                                 |       |
| Ikarus                       | Condor                                  | Huss Rides          | 1989 - 2011                                                          |       |
| 4D Cinema                    | Cinéma 4-D                              | SimEx-Iwerks - 3DBA | 2007                                                                 |       |
| Rocket Factory               | Manège de tasses                        | Mack rides          | 1988-2015(Kaffeetassen) / 2016-2024(Mr. Ping Noodle Surprise) / 2025 |       |
| Magic House                  | Mad House                               | Vekoma              | 2002                                                                 |       |
| Monorotaia                   | Monorail                                | Mack rides          | 1989                                                                 |       |
| Palablu                      | Delphinarium                            |                     | 1997-2010                                                            |       |
| Palaghiaccio                 | Patinoire                               |                     | 2002                                                                 |       |
| Peter Pan                    | Music Express                           | Mack rides          | 1988                                                                 |       |
| Space Vertigo                | Tour de chute                           | Intamin             | 1998                                                                 |       |
| Teatro delle Marionette      | Théâtre de marionnettes                 |                     | 2002                                                                 |       |
| The Spectacular 4D Adventure | Simulateur 4-D                          | Intamin             | 1990-2014                                                            |       |
| Top Spin                     | Top Spin                                | Huss Rides          | 1993 - 2015                                                          |       |
| TransGardaland Express       | Train                                   | C&S                 | 1975                                                                 |       |

### Anciennes montagnes russes
| Nom             | Type                       | Constructeur      | Ouverture | Fermeture |
| --------------- | -------------------------- | ----------------- | --------- | --------- |
| Prezzemolo Tour | Montagnes russes E-Powered | Zamperla          | 1986      | 1989      |
| Zyclone         | Montagnes russes assises   | Anton Schwarzkopf | 1982      | 1991      |

## Gardaland Sea Life

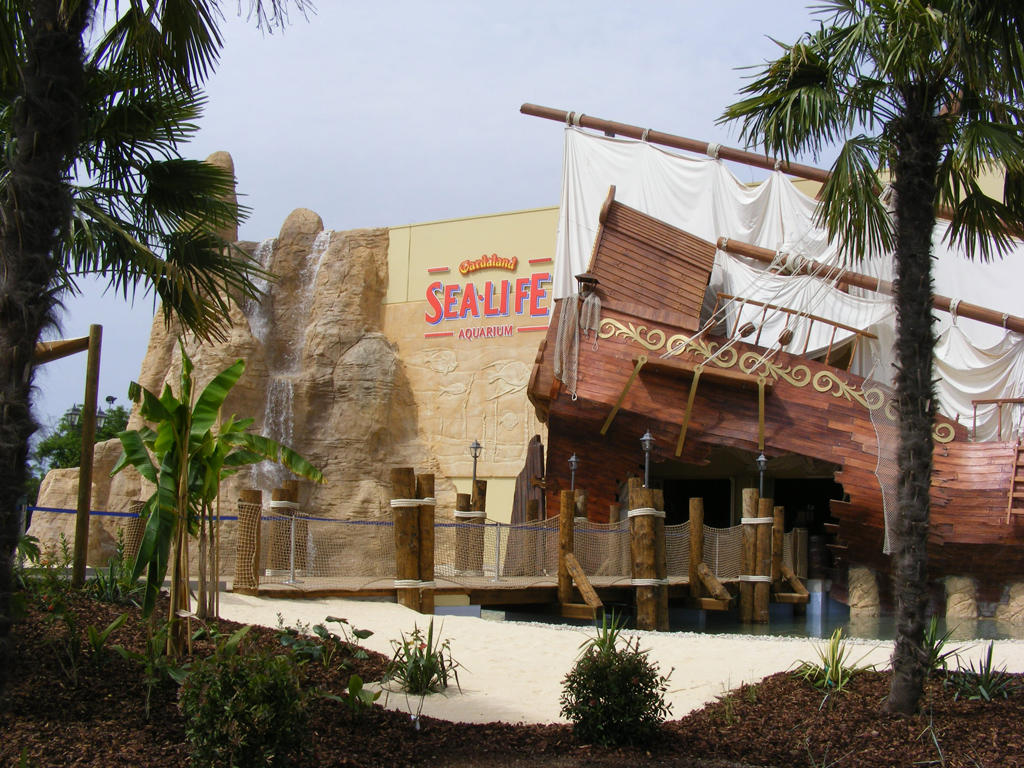
Gardaland Sea Life.

Inauguré le 1er juin 2008, il s'agit du 28e Sea Life au monde et du premier ouvert en Italie par Merlin Entertainments, la société qui gère Gardaland depuis 2007. Luxueusement scénarisé, construit sur deux étages et presque entièrement couvert (à l'exception du bassin des otaries), il est une des œuvres les plus volumineuses de ce type avec ses 3 500 mètres2.
La visite, nécessitant environ 2 heures, présente 35 bassins de types et tailles différents ainsi que des aquariums contenant plus de 5 000 spécimens aquatiques provenant de tout autour du globe dont la mer Rouge, l'océan Indien, le lac de Garde et la rivière Sarca. Il est également possible de vivre des expériences interactives, comme avec les bassins tactiles ou d'aller dans la petite salle de cinéma.
Les familles et les écoles sont le public cible. Il existe plusieurs propositions didactiques pour les enseignants.
Un restaurant donnant sur le bassin des requins et un magasin de souvenirs complètent l'offre du Gardaland Sea Life.
L'entrée est séparée de Gardaland et requiert le paiement d'un billet séparé. Des billets combinés existent, ceux-ci permettent de visiter les deux structures.

## Gardaland Hotel

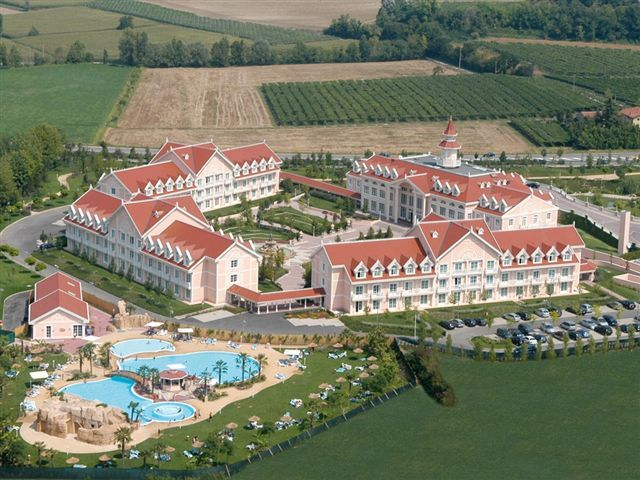
Gardaland Hotel.

Situé à 800 mètres du parc d'attractions, cet hôtel de style Nouvelle-Angleterre a accueilli ses premiers clients en 2004. Les quatre bâtiments imposants qui le composent offrent 236 chambres, cinq suites junior, six suites, cinq salles de réunion, restaurant, bar, boutiques, deux aires de jeux, spectacles avec les mascottes ou les artistes de Gardaland, piscine de 300 mètres2 avec jacuzzi et pataugeoire. S'ils ne désirent pas s'y rendre à pieds, une navette de bus dépose gratuitement les clients de l'hôtel à l'entrée du parc à thèmes.
L'hôtel vise la clientèle familiale et la clientèle d'affaires. Le but est de prolonger la visite du parc et/ou de la combiner avec d'autres attractions touristiques telles le lac de Garde ou la ville de Vérone. Il est à noter que le complexe CanevaWorld Resort et son parc d'attractions Movieland Studios se situent à cinq minutes de route de Gardaland.
Enfin, Incoming Gardaland est le voyagiste qui propose différentes offres en rapport avec l'hôtel.

## Fréquentation
Fréquentation annuelle 

3 070 000 (2023)

## Gardaland Waterpark
L'ancien parc aquatique Aquatica Milan a été acheté par Merlin Entertainments et a ouvert sous le nom de Gardaland Waterpark depuis la saison 2007. Situé sur la périphérie ouest de Milan, il est composé sur ses 100 000 mètres2 d'une quinzaine de toboggans et bassins ainsi qu'un solarium, terrains de volley sur sable et de basketball.
En plus de ses attractions, Gardaland Waterpark est équipé d'un bar, d'un restaurant et de deux boites de nuit.